# Низкая церковь
Низкая церковь (англ. Low Church) — евангелическое течение в протестантизме, в основном ассоциируется с Англиканским евангелическим движением (Anglican Evangelical movement) в англиканстве. Первоначально определение использовалось как уничижительное, особенно приверженцами существовавшего с XVII века учения Высокой церкви, однако в настоящее время воспринимается как оценочно нейтральный термин. Словарь Уэбстера даёт следующее определение понятия «Низкая церковь»:

Низкая церковь (1710) — стремление, особенно в англиканском богослужении, минимизировать роль духовенства, таинств и ритуальной части богослужения и придать большее значение евангелическим принципам.
Оригинальный текст (англ.)– Low Church (1710) tending esp. in Anglican worship to minimize emphasis on the priesthood, sacraments, and the ceremonial in worship and often to emphasize evangelical principles.
— «Low Church and High Church» by Dennis Bratcher // The Voice. Christian Resource Institute
Энциклопедия «Британника» содержит только статью Anglican Evangelical («Англиканский евангелик»), на которую выводит запрос Low Church и которая следующим образом формулирует общее определение этого понятия:

Англиканский евангелик — тот, кто исповедует библейское вероучение, личное обращение, благочестие и, в общем, отдаёт предпочтение более протестантскому, чем католическому наследию Англиканского сообщества.
Оригинальный текст (англ.)– Anglican Evangelical, one who emphasizes biblical faith, personal conversion, piety, and, in general, the Protestant rather than the Catholic heritage of the Anglican Communion.
— Encyclopedia Britannica Online
Однозначно определить время зарождения евангелического движения в англиканстве сложно, хотя термин «Низкая церковь» используется с конца XVII века, а о существовании англиканского евангелического движения можно твёрдо говорить уже в XVIII веке. По мнению историка церкви Ги Бедуелла, евангелики были близки к кальвинизму, являлись идейными наследниками пуритан, и первоначально делились на епископалов и пресвитериан, первые из которых пришли к власти вследствие Славной революции 1688 года.
В начале XVIII века сторонники проповедника Джона Уэсли из числа евангеликов порвали с англиканством, основав Методистскую церковь, однако многие последователи евангелических взглядов остались внутри матери-церкви. Будучи сторонниками программ социальной поддержки нуждающихся, а также миссионерской деятельности, евангелики основали в 1799 году Общество церковной миссии (en:Church Mission Society), в 1838 году — Колониальное и континентальное церковное общество, в 1790—1830-х годах в Великобритании действовала так называемая «Клэпхемская секта» (en:Clapham Sect) — общество влиятельных и богатых евангеликов, названное по району Лондона, в котором базировалось, добивавшееся отмены рабства и прекращения работорговли. С начала XIX века приверженцы Низкой церкви противостоят так называемому Оксфордскому движению, стремящемуся сблизить англиканство с католицизмом.
В XX веке англиканское евангелическое движение связывают также с Широкой церковью (en:Broad church), образованной латитудинарианским духовенством, известным с XVII века и близким по взглядам евангеликам. Широкая церковь, в частности, известна приверженностью к научным способам изучения Библии. Появились также понятия «либеральный» и «консервативный» евангелик (последнего определяют как сторонника идеи дословного понимания библейских текстов).